# Brandstång

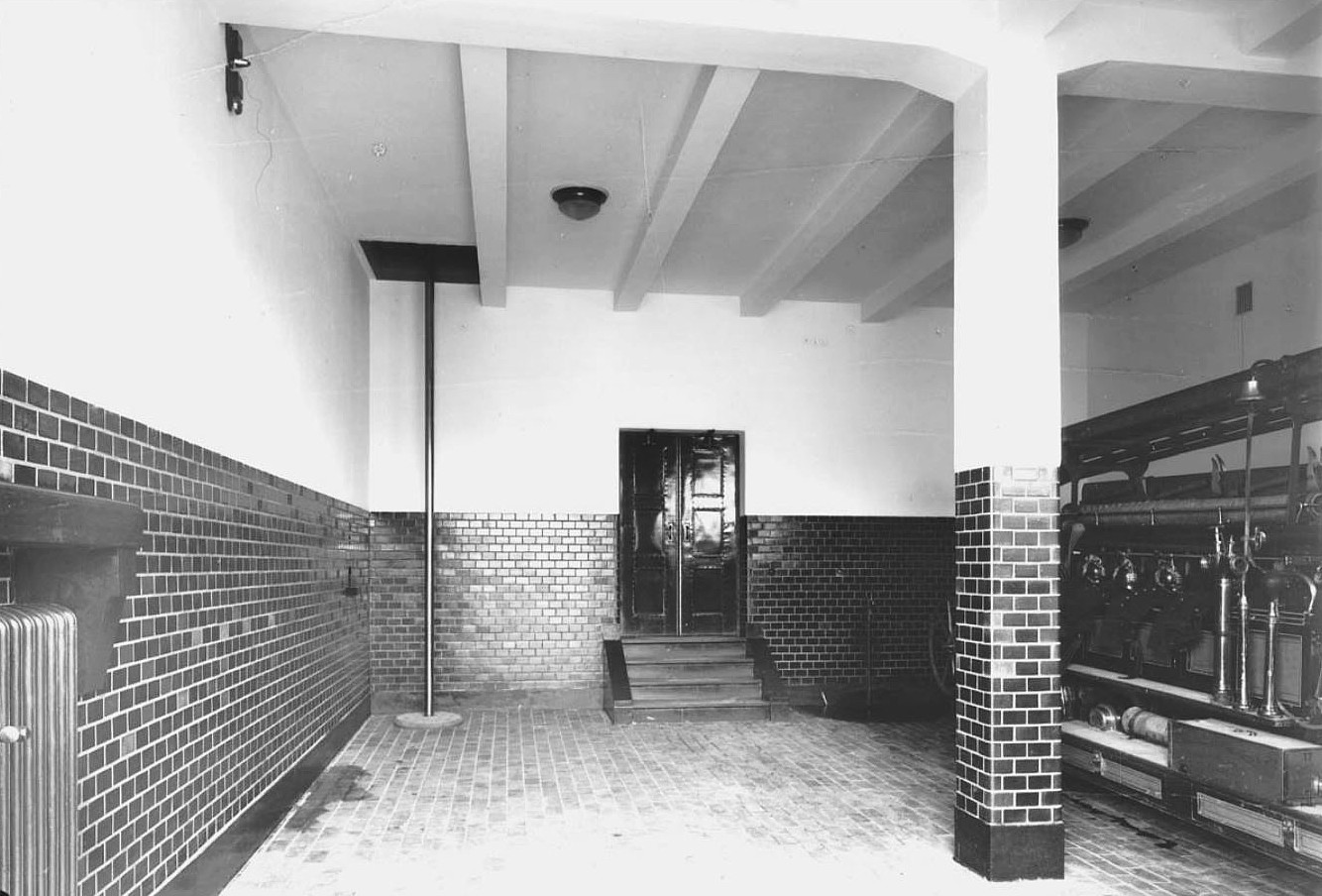
Glidstången på Bromma brandstation.

En brandstång (eller glidstång) är en lodrät stång, oftast i metall, som kan användas för att glida ner från en våning till en annan. Namnet har främst populariserats på grund av dess användning på brandstationer.
Den första glidstången installerades 1878 i en brandstation i Chicago i USA. Idén kom från en brandman som hade använt en träpåle i en brinnande byggnad för att snabbt förflytta sig mellan olika våningar. Brandstänger installerades i de flesta  brandstationer på 1880-talet men används inte längre av säkerhetsskäl.